# 陳華宗
陳華宗（1904年3月10日—1968年11月10日），臺灣臺南縣學甲鎮（今臺南市學甲區）人，日治時期擔任學甲庄長，戰後曾任台南縣議會議長，台灣省議會議員等職。

## 早年生平
陳華宗在明治三十七年（1904年）3月10日出生於學甲中洲，為當地望族子弟。1917年時離台前往東京求學，先後畢業於東京豐山中學、立正大學史學科。
之後陳華宗在立正大學史學研究室擔任副手，並曾在神奈川縣的中原高等女學校任職，1932年辭職回到台灣。

## 政途
1934年1月時，陳華宗出任中洲信用組合理事，並在同年10月受任命為學甲庄協議會員。
昭和十年（1935年）5月，擔任學甲庄長，六年任期之間，力排眾議，推行學甲都市計劃與土地區劃整理工作，為學甲市鎮發展奠立基礎。任滿後，轉任台南市長榮中學歷史教師。
1941年起，陳華宗出任嘉南大圳水利組合代表，戰後又任嘉南農田水利會接收委員、經理課長等職；1950年當選水利會副主任委員，1956年當選評議委員會常務委員，1959年當選會長。任內主張興建白河水庫、曾文水庫，獲政府採納施行，廣建灌溉渠道，開挖雲林地區地下水井，以利農業。更因負責八七水災後重建工作，獲頒七等景星勳章。
1946年獲選為台南縣參議會參議員，並擔任議長。1947年二二八事件爆發，任二二八事件處理委員會臺南縣分會主任委員，勸導人民協助國軍清勦奸暴，並勸令附和盲從者，迅卽自首自新。陳華宗與參議員吳新榮等人，被指為內亂罪，遭受逮捕，拘禁於台北看守所，判處死刑，而後又以無罪釋放。
陳氏連任四屆議長，任期間與吳三連、高文瑞、劉博文、陳天賜合稱台南縣議會五虎將。在1951年至1957年間，吳三連當選省參議員，而後又出任臺北市長；高文瑞當選第一、第二屆縣長；陳華宗擔任議長，三人都出身北門地區，成為「北門派」領袖。而北門派也成為後來「海派」的開端。
1964年當選台灣省議會議員，1968年獲得近百分之百的選票連任，任內主張開發北門鄉蘆竹溝為綜合商港。
1968年11月10日凌晨六時10分，陳華宗在前往台北省議會招待所途中，在博愛路與貴陽街口的與貨車相撞，送醫後不治死亡。

## 紀念

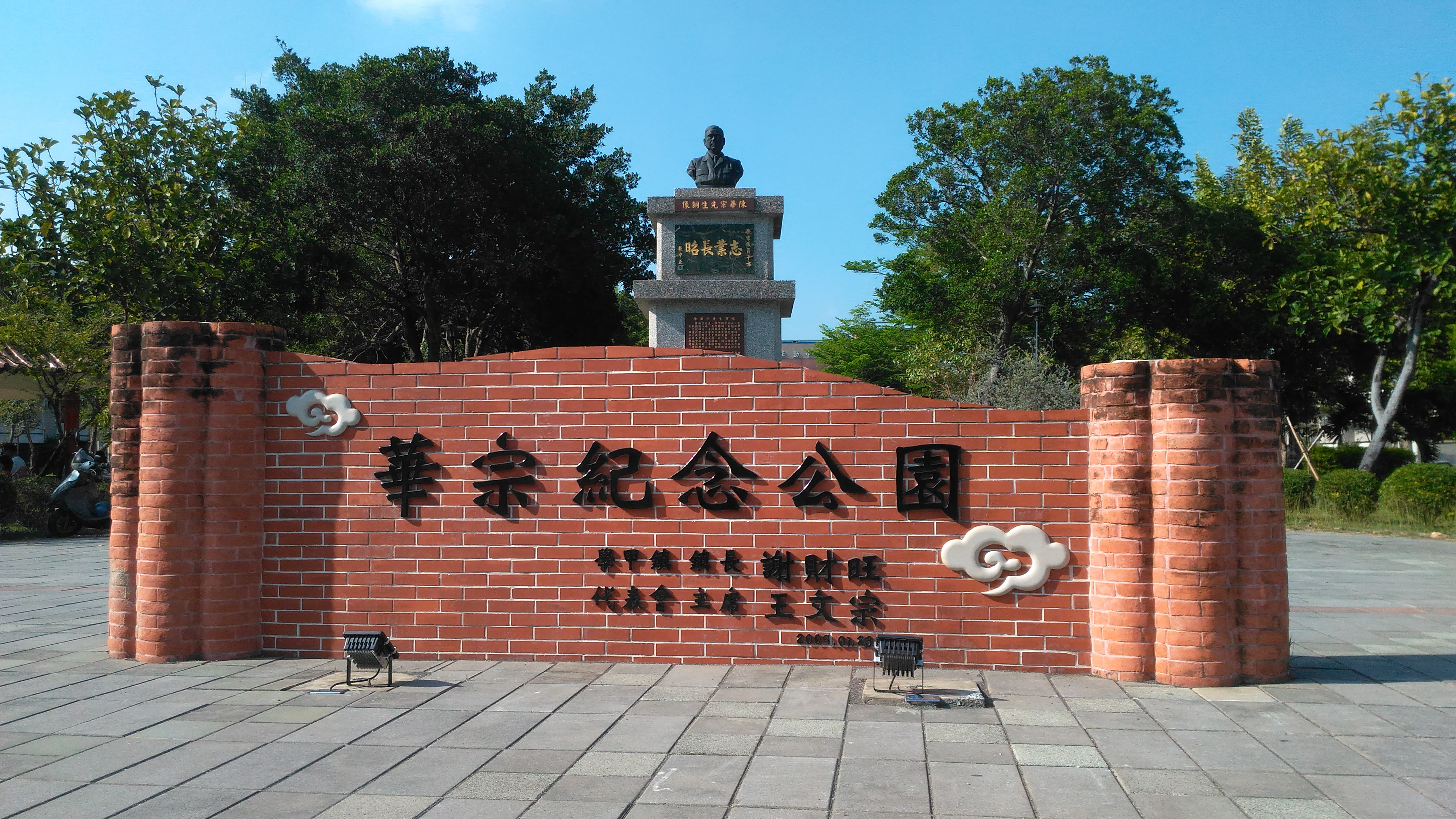
位於學甲的華宗紀念公園

陳華宗由於作風清廉，深受學甲百姓感念，於當地被視為政治人物典範，稱為「華宗精神」。生前，1955年學甲鎮民代表會通過以「華宗橋」命名將軍溪聯外橋樑，以資彰表陳氏對學甲貢獻，並開始籌建銅像與公園。陳華宗逝世後，1969年，銅像與紀念公園正式落成，而後又遷至「華宗紀念公園」現址。當地並以「華宗路」命名台19線省道學甲段。1978年起，學甲鎮公所開始舉辦華宗杯排球錦標賽，為全國重要排球比賽之一。

## 外部連結
- 陳華宗 - 臺南市政府文化局-臺南文史-史蹟源流 （页面存档备份，存于）